# Noctilio leporinus
Noctilio leporinus (en: Greater bulldog bat) är en fladdermusart som först beskrevs av Carl von Linné 1758.  Noctilio leporinus ingår i släktet Noctilio och familjen harmunfladdermöss. IUCN kategoriserar arten globalt som livskraftig.
Inga underarter finns listade i Catalogue of Life. Wilson & Reeder (2005) skiljer mellan tre underarter.
Artepitet leporinus i det vetenskapliga namnet är latin för "liknar en hare". Det syftar antagligen på de stora öronen och den något kluvna överläppen.

## Utseende
Hanar blir med en kroppslängd (huvud och bål) av cirka 97 mm och en genomsnittlig vikt av 67 g större än honor. Honor är ungefär 91 mm långa och väger omkring 56 g. Arten har orangebrun päls på ryggen och på ryggens mitt finns en ljusare linje. Undersidan är täckt av ljusgrå till orange päls.
Noctilio leporinus har långa tår vid bakfötterna som är utrustade med långa klor för att fånga byten. En liten bit av svansens slut är inte inbäddad i svansflyghuden utan den sticker ut på ovansidan.

## Utbredning
Noctilio leporinus förekommer i Central- och Sydamerika från västra Mexiko till norra Argentina. Arten hittas även på flera västindiska öar. Den lever i olika habitat men behöver vattenansamlingar i utbredningsområdet.

## Ekologi
Vid viloplatsen (grottor eller trädens håligheter) samlas stora flockar med några hundra medlemmar. I mindre hålrum sover mindre flockar med 30 till 75 medlemmar. Flockarna består huvudsakligen av honor samt av några könsmogna hanar. Andra hanar bildar ungkarlsflockar. I grottor vilar arten tillsammans med andra fladdermöss. Flocken delar sig före jakten i mindre grupper med 5 till 15 medlemmar. Artens byten utgörs av fiskar och av vattenlevande insekter. Fladdermusen flyger därför tätt över vattenytan och fångar sina byten med sina långa klor. Bytena upptäcks med hjälp av ekolokalisering. I motsats till den andra arten i släktet är Noctilio leporinus aktiv under hela natten. I körtlarna nära axlarna bildas en oljeliknande vätska som har en kännetecknande lukt. Honor som vilar i samma gömställe fördelar vätskan på varandras päls.
Lätet som används för ekolokaliseringen börjar med cirka 54 kHz och frekvensen avtar till cirka 28 kHz. Med ljudet upptäcks fiskar endast när de har kroppsdelar ovanför vattenytan. Noctilio leporinus plöjer ibland med fötterna i vattnets översta skikt och ibland får den så tag i en fisk. Byten som inte kan ätas direkt förvaras en stund i kindpåsarna. Allmänt är fiskarna som fångas 2,5 till 7,5 cm långa och ibland äts 30 eller 40 fiskar per natt. Flygande insekter fångas med hjälp av svansflyghuden och byten som går på marken som krabbor och spindeldjur fångas likaså med bakfötterna.
Allmänt sker parningen mellan september och januari. Ungen från denna kull diar sin mor fram till november respektive april. Tiden kan variera mellan olika populationer beroende på utbredning. Alla honor av samma flock får sina ungar ungefär samtidig. Den enda ungen per kull väger vid födelsen cirka 12 g och den är naken. Efter ungefär två månader får den flygförmåga. Enstaka exemplar blev 11,5 år gamla.

## Bildgalleri

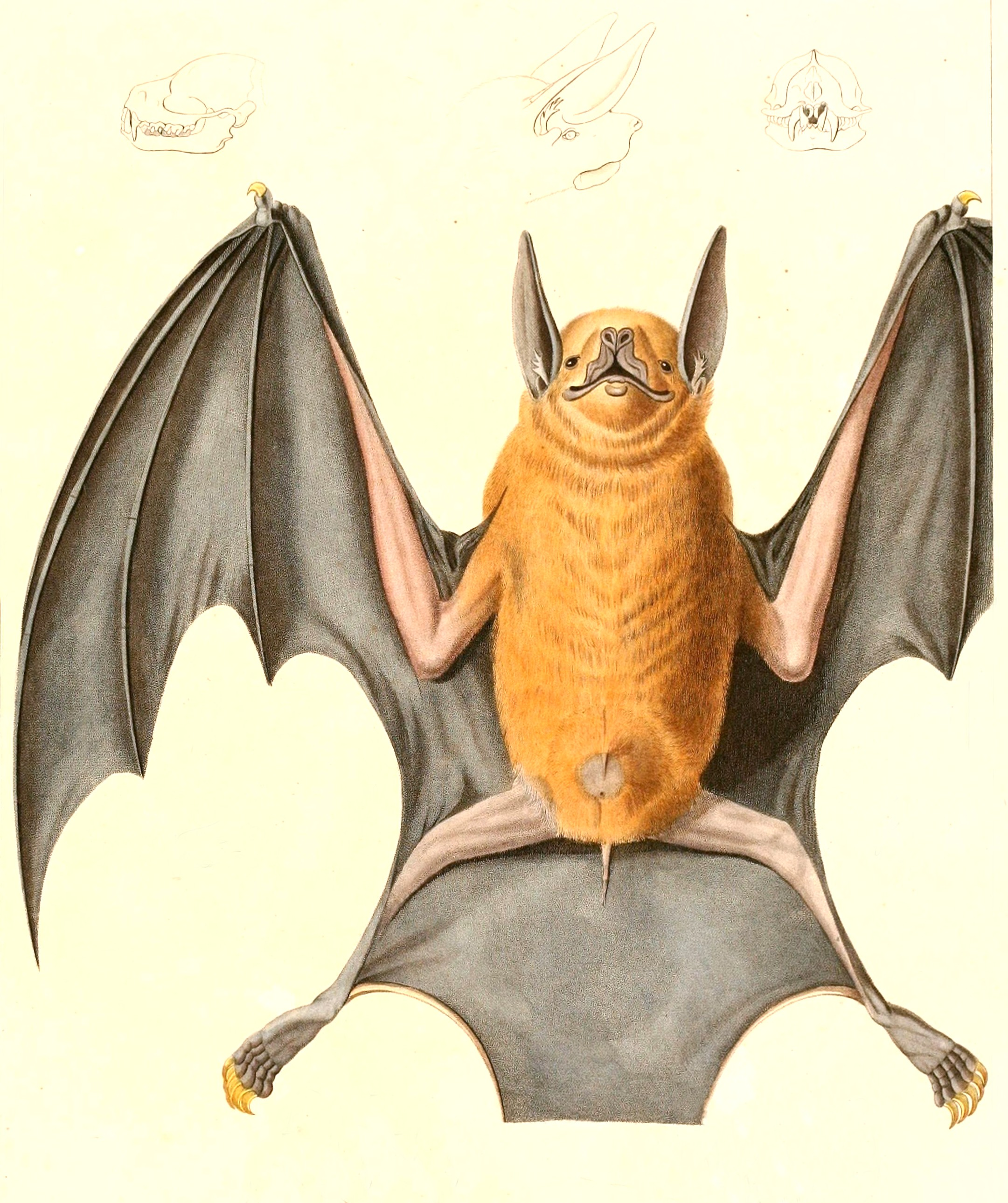